# Titans de New York
Cet article court présente un sujet plus développé dans : Jets de New York.
Pour les articles homonymes, voir New York Titans.
Les Titans de New York ((en) New York Titans) était le nom que portait la franchise AFL (et désormais NFL) des Jets de New York (New York Jets) entre 1960 et 1963.